# Ібурі (округ)
О́круг Ібу́рі (яп. 胆振総合振興局, いぶりそうごうしんこうきょく, МФА: [ibuɾʲi soːgoː ɕinkoːkʲoku̥]) — округ префектури Хоккайдо в Японії. Центральне місто округу — Муроран. 
Заснований 1 квітня 2010 року шляхом реорганізації О́бласті Ібу́рі (яп. 胆振支庁, いぶりしちょう, МФА: [ibuɾʲi ɕi̥t͡ɕoː]). Остання була заснована 1897 року.

## Адміністративний поділ
- Дате
- Муроран
- Ноборібецу
- Томакомай
- Повіт Абута: Тойоура - Тояко
- Повіт Сіраой: Сіраой
- Повіт Усу: Собецу
- Повіт Юфуцу: Абіра - Ацума - Мукава

## Найбільші міста
Міста з населенням понад 10 тисяч осіб:
| № | Місто      | Населення, осіб (2009) |
| - | ---------- | ---------------------- |
| 1 | Томакомай  | 173970                 |
| 2 | Муроран    | 96556                  |
| 3 | Ноборібецу | 52896                  |
| 4 | Дате       | 37200                  |
| 5 | Сіраой     | 20263                  |
| 6 | Тояко      | 10628                  |